# 刘宗耀
刘宗耀（1918年6月—2018年4月27日），男，回族，天津人，中华人民共和国政治人物，曾任河北省政协副主席，河北省人大常委会副主任，第五、六、七、八届全国人大代表。